# Onryō
Onryō (jap. 怨霊) – rodzaj demona występującego w wierzeniach japońskich. Są to dusze ludzi, głównie kobiet, które za życia krzywdzone były przez swoich kochanków lub przeżyły nieszczęśliwą miłość. Chociaż za życia były słabe, po śmierci zyskują wielką siłę i wracają ze świata zmarłych (Yomi, Kraina Ciemności), aby zemścić się za krzywdy, których doznały za życia.

## Wygląd
Tradycyjnie dusze takie nie posiadają żadnego specjalnego wyglądu. Jednak począwszy od XVIII wieku postacie onryō występują w sztukach teatru kabuki. Tam charakteryzują się białym, często brudnym, tradycyjnym strojem pogrzebowym (biel jest w Japonii kolorem żałoby) oraz czarnymi, bardzo długimi włosami opadającymi na twarz, a także bladością skóry.

## Onryō w popkulturze
Popularnymi horrorami, w których pojawiają się onryō, są The Ring: Krąg oraz The Grudge: Klątwa. Duchy takiego typu pojawiają się także w amerykańskiej grze komputerowej F.E.A.R., jako jeden z rodzajów duchów w Phasmophobia oraz jako postać w Dead By Daylight. 